# バード・イン・ハンド
『バード・イン・ハンド』（Byrd in Hand）は、アメリカ合衆国のジャズ・トランペット奏者、ドナルド・バードが1959年に録音・発表したスタジオ・アルバム。

## 解説
参加メンバーのうちチャーリー・ラウズ、サム・ジョーンズ、アート・テイラーは、当時セロニアス・モンクのグループのメンバーとして活動していた。スコット・ヤナウはオールミュージックにおいて5点満点中4.5点を付け「特筆に値する新曲はないが、ハード・バップの作品として見れば、グループの演奏は全編にわたり創造的で、かつ活気に満ちたソロも披露されている」と評している。

## 収録曲
特記なき楽曲はドナルド・バード作。
1. ウィッチクラフト - "Witchcraft" (Cy Coleman, Carolyn Leigh) - 8:29
2. ヒア・アム・アイ - "Here Am I" - 8:26
3. デヴィル・ホイップ - "Devil Whip" - 4:44
4. ブロンズ・ダンス - "Bronze Dance" (Walter Davis Jr.) - 6:44
5. クラリオン・コールズ - "Clarion Calls" (W. Davis Jr.) - 5:42
6. ジ・インジャンス - "The Injuns" - 6:09

## 参加ミュージシャン
- ドナルド・バード - トランペット
- チャーリー・ラウズ - テナー・サクソフォーン
- ペッパー・アダムス - バリトン・サクソフォーン
- ウォルター・デイヴィス・ジュニア - ピアノ
- サム・ジョーンズ - ベース
- アート・テイラー - ドラムス